# ミケール・ゴトリプ・ビネスブル

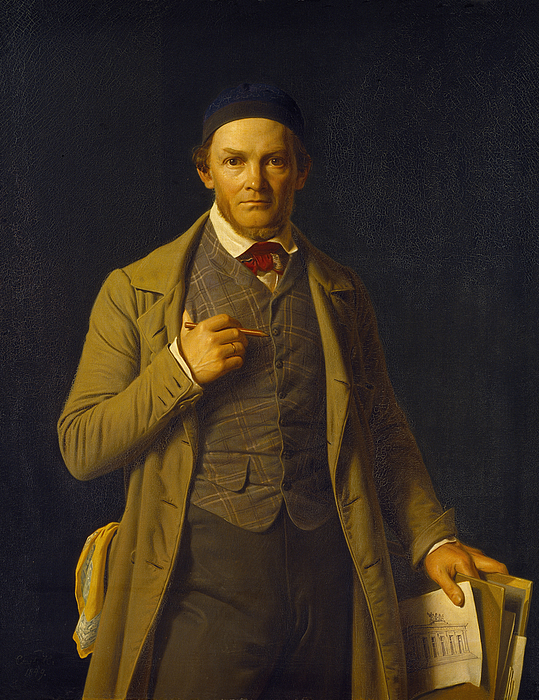
ビネスブルの肖像画
(画)コンスタンティン・ハンセン

ミケール・ゴトリプ・ビネスブル（Michael Gottlieb Birkner Bindesbøll、1800年9月5日 - 1856年7月14日）はデンマークの建築家である。「デンマーク黄金時代」と呼ばれる時代の代表的建築家である。

## 略歴
シェラン島のリズオイイ (Ledøje) で生まれた。始め、工学を学び、同時に製図を学ぶために1817年から1823年の間、デンマーク美術院の夜学で学んだ。18世紀のデンマーク、新古典主義の建築家、ハースドーフ(Caspar Frederik Harsdorff)の建築に触発されて、建築に転じた。1822年からドイツ、フランスに留学し、ドイツでは新古典主義建築の建築家、カルル・フリードリッヒ・シンケルと親しくなり、フランスで働いた、建築家で、古代建築研究家のフランツ・クリスティアン・ガウと会い、ポンペイなどの古代建築に興味を開かれた。その後、ビネスブルはコペンハーゲンの美術学校で、建築の研究をし、ヤアアン・ハンセン・コック(Jørgen Hansen Koch)のもとで建築家として働いた。1833年にデンマーク王立美術アカデミーが優れた建築家に贈る、C.F.ハンセン・メダルを受賞した。
1834年から1838年の間、2度目の海外での研究を行い、ドイツ各地を訪れた後、ローマを訪れ、イタリアに暮らす彫刻家のベルテル・トーヴァルセンとしばらく過ごし、画家のマーティヌス・ラービュー(Martinus Rørbye) と南イタリアを旅した。ギリシャも訪れ、ガウにかつて紹介されたアクロポリスの神殿も訪れた。イスタンブールも訪れ、ローマに戻った。ローマでは幾何学的な意匠に興味を抱き、古い装飾品を集めた。
1833年にベルテル・トーヴァルセンの彫刻がデンマークに戻され、トーヴァルセン美術館が建設されることになった。ビネスブルが設計を担当し、1848年に完成した美術館はビネスブルの代表作となった。
息子のトーヴァル・ビネスブル(Thorvald Bindesbøll)もデンマークの重要な建築家となった。

## ビネスブルの作品

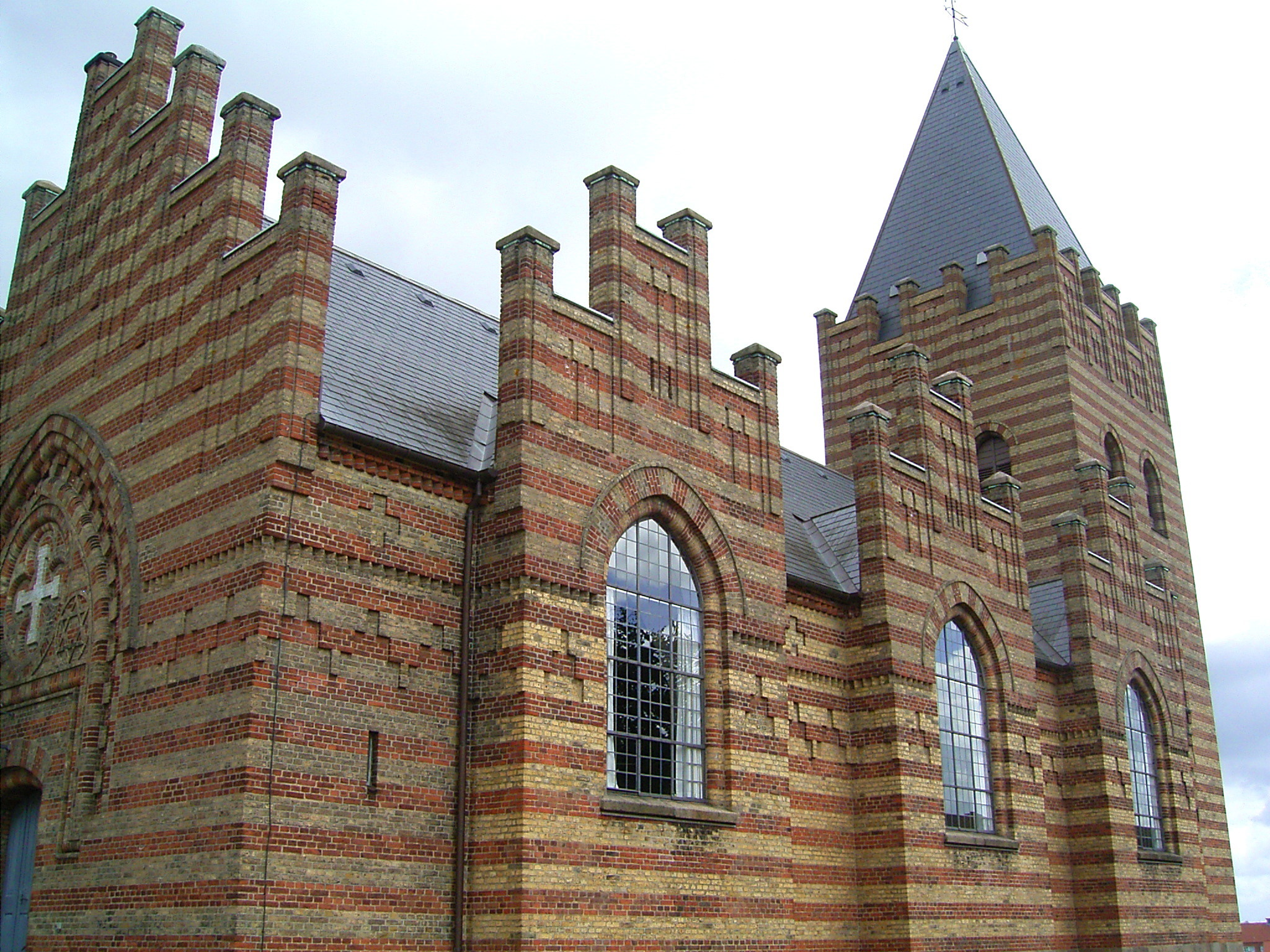
Hobro Kirke
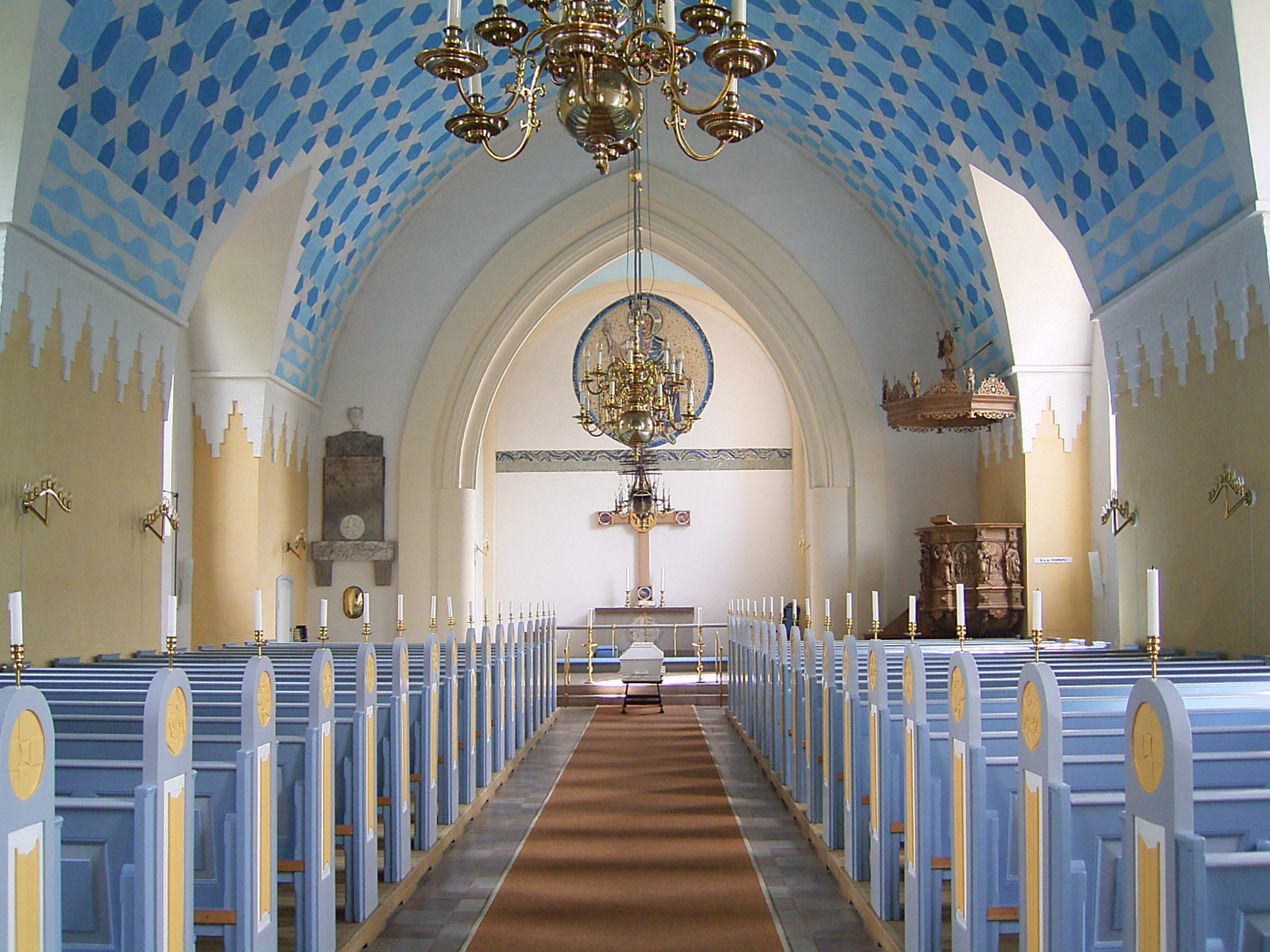
Hobro Kirkeの内部
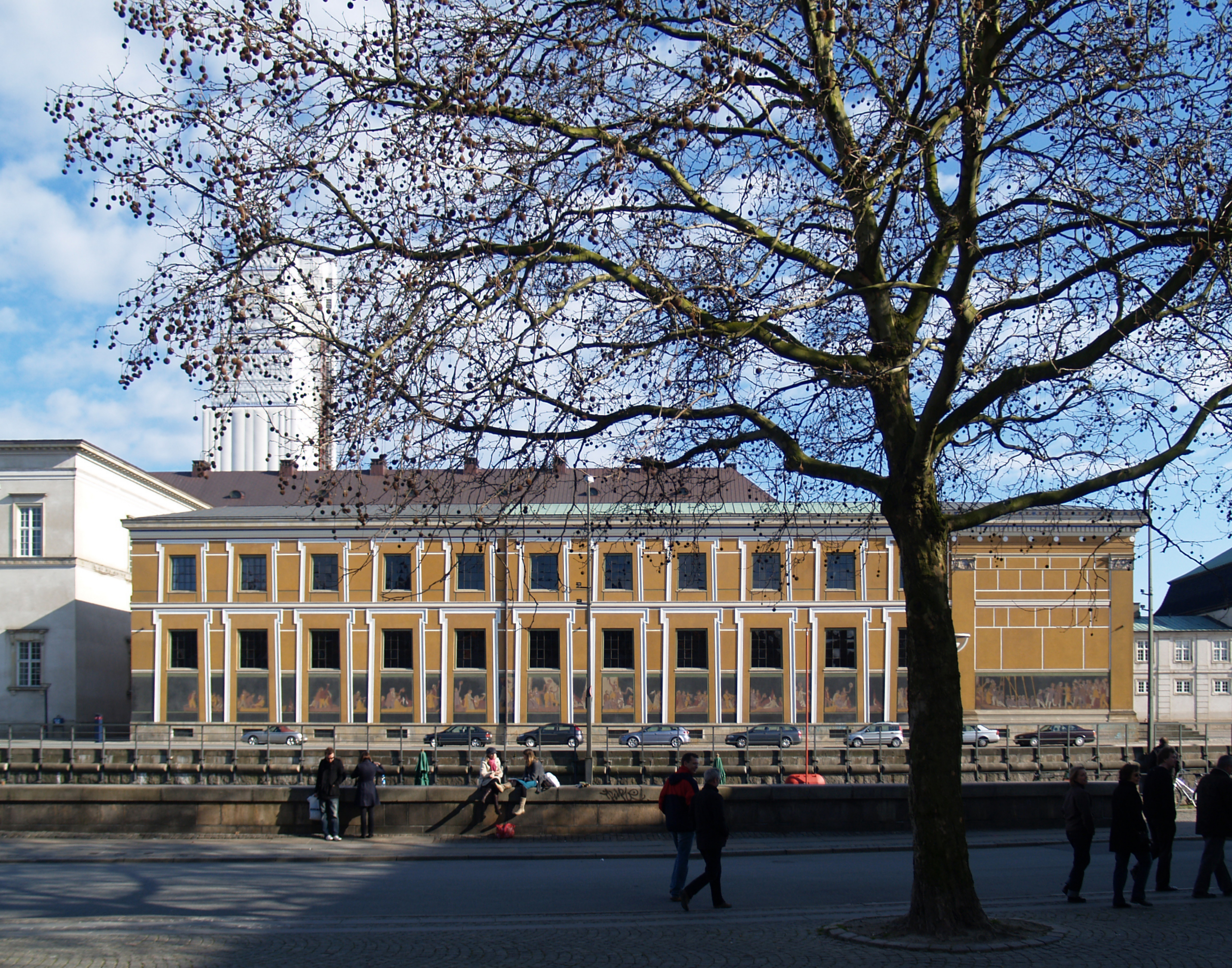
トーヴァルセン美術館
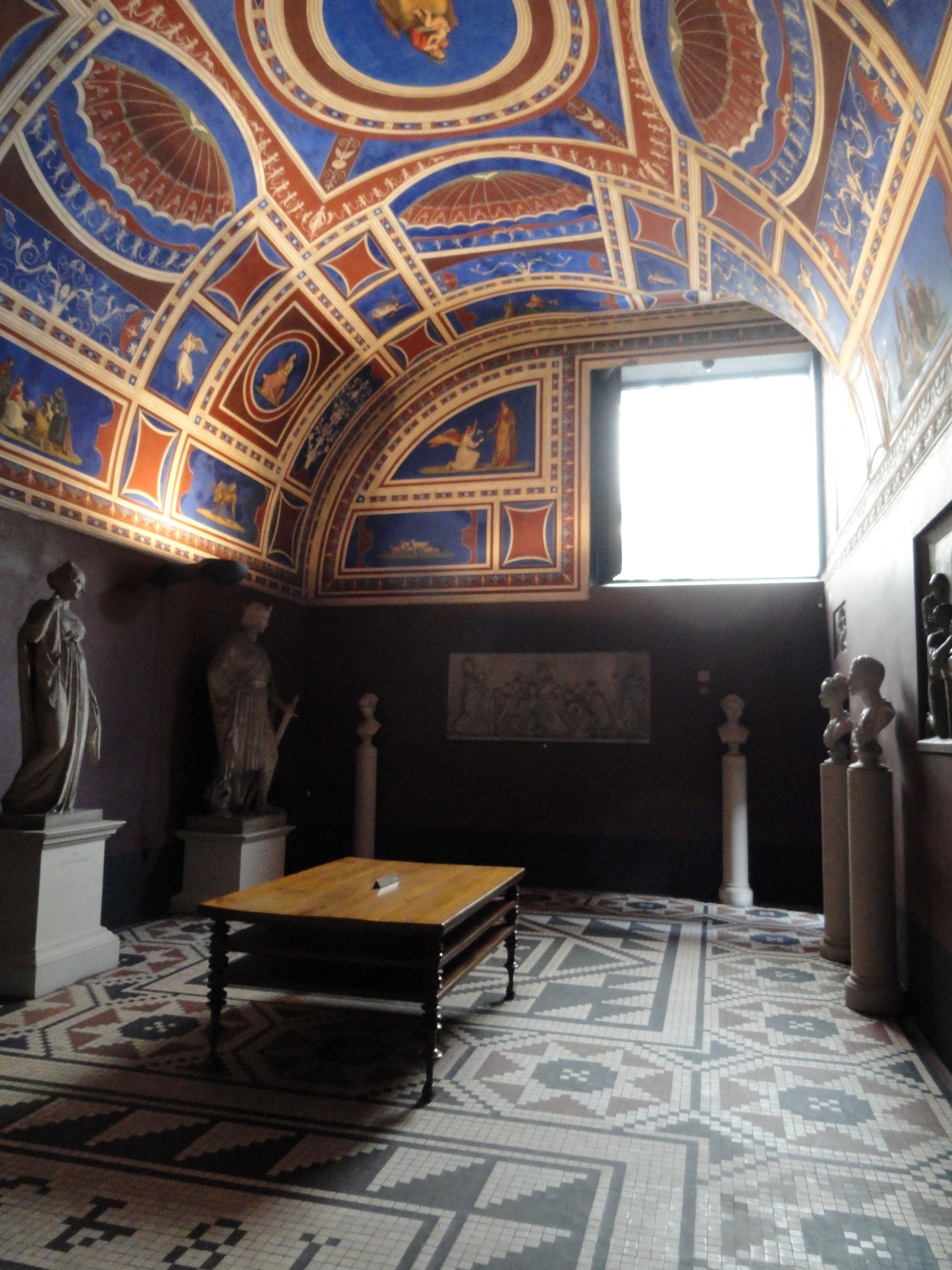
美術館の内部